# Erythrogonia anduzei
Erythrogonia anduzei är en insektsart som beskrevs av Young 1977. Erythrogonia anduzei ingår i släktet Erythrogonia och familjen dvärgstritar. Inga underarter finns listade i Catalogue of Life.